# Казачье (Тульская область)
Казачье — опустевшая деревня в Щёкинском районе Тульской области в составе Лазаревского сельского поселения.

## География
Находится в центральной части Тульской области на расстоянии приблизительно 14 км на юг-юго-восток по прямой от города Щёкино, административного центра района.

## История
В 1859 году здесь (сельцо Крапивенского уезда Тульской губернии) было учтено 22 двора, в 1926 — 79, в конце 1930-х годов — 67.

## Население
Постоянное население составляло 298 человек (1859 год), 457 (1926), 0 как в 2002 году, так и в 2010.